# Кольцов, Сергей Васильевич
Сергей Васильевич Кольцов (30 сентября 1892, Санкт-Петербург — 6 октября 1951, Москва) — русский скульптор, график и живописец.
Супруга — Александра Кольцова-Бычкова, художница.

## Биография
Родился в Петербурге. Жил в Москве.

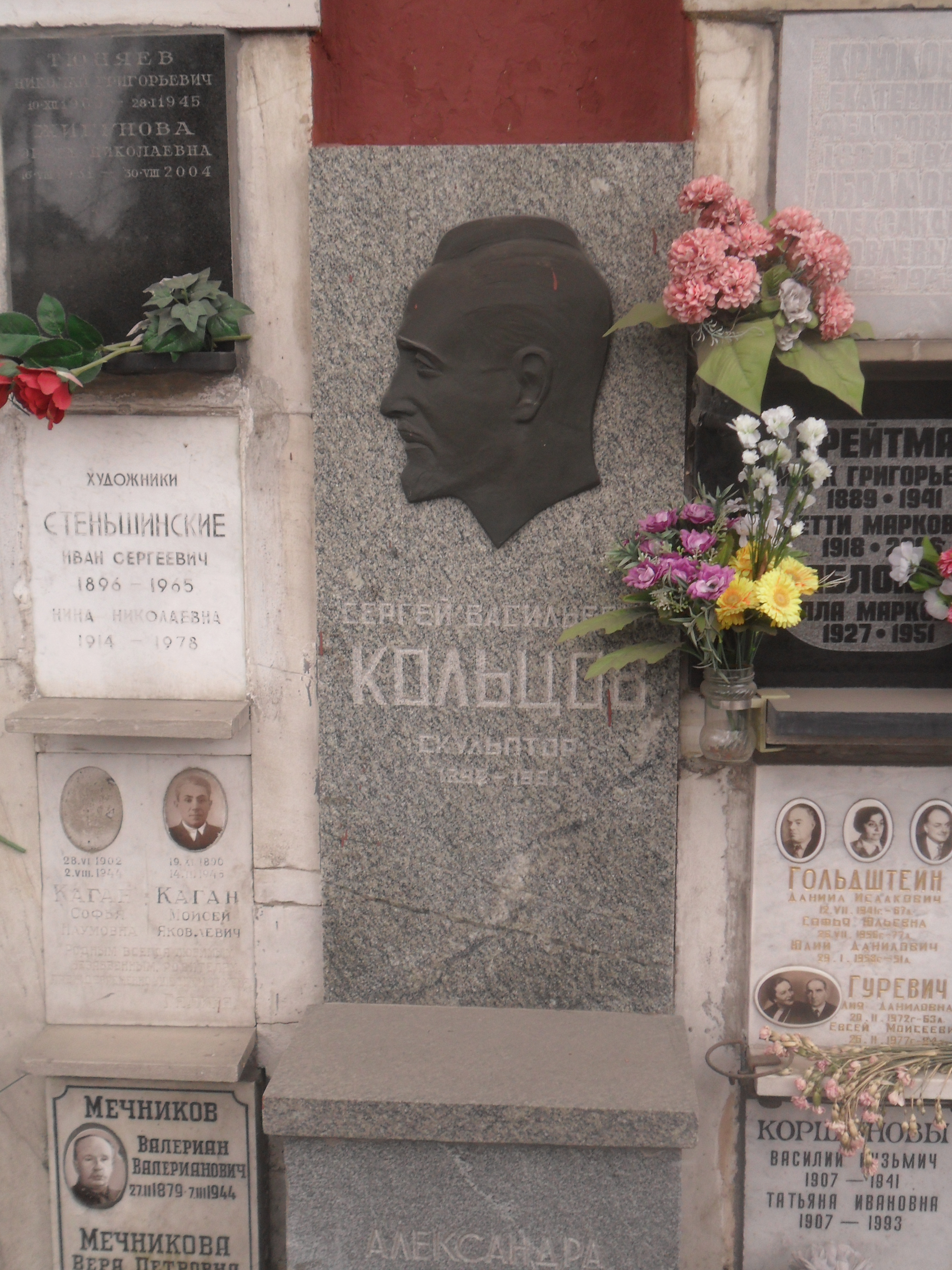
Плита колумбария Кольцова на Новодевичьем кладбище Москвы

- 1907—1917 Учёба в Строгановском художественно-промышленном училище у Н. А. Андреева, Т. П. Пашкова, С. Н. Ноаковского. Окончил училище с дипломом I степени и золотой медалью.
- 1921—1930 Расцвет творчества Кольцова. Среди скульптур этого периода выделяются: «Утро», «Зелёный», «Мужской портрет», «Тюрчанка с ребёнком», «Угольщик», «Рабфаковец», «Прогульщик». Все они хранятся в крупнейших музеях России и стран СНГ (Третьяковская галерея, Русский музей, Киевский музей русского искусства, Псковский историко-художественный музей, Калмыцкая картинная галерея и др.).
- 1928—1930 Творческая командировка в Париж. Произведения экспонировались в «Осеннем салоне», «Обществе независимых художников», салоне «Барейро». В 1930 году в галерее «Сенат» состоялась персональная выставка художника.
- 1931 По возвращении Кольцова на родину из зарубежной командировки состоялась его персональная выставка в Москве, на которой были представлены выполненные в Париже рисунки, живопись, скульптура, а также серия из 46 гротескных акварелей. Следует особо отметить графические работы Кольцова: жанровые зарисовки и портреты, исполненные тушью, карандашом, сангиной, сеппией, морилкой и смешанной техникой. Они поражают убедительностью образов, достигнутой лаконизмом художественных средств (серии «Париж», «Спортсмены», «Азербайджан» и многие другие).
- 1930—1940 Кольцов выполнил эскизы скульптурных фигур на здании Библиотеки им. Ленина, двадцатиметровый горельеф для ВСХВ в Москве, создал скульптурные группы для метрополитена, проект памятника в честь XX лет РККА, восстановил разрушенные во время войны фигуры Терпсихоры и Летящего гения на фасаде Большого театра. Художник также продолжил работать в жанре станковой скульптуры. Среди произведений этого периода обращает на себя внимание «Материнство», «Старый рыбак тюрок», «Портрет жены», «Женский торс», «Купальщица», «Рука рабочего» и др. Все работы переведены в материал самим автором.

Организационная и преподавательская деятельность:
- С 1926 года — Председатель секции скульпторов и член правления Ассоциации художников революционной России (АХРР)
- С 1932 года — Член правления секции скульпторов Московского Союза художников
- 1941—1948 — Председатель секции скульпторов Московского Союза художников
- 1945—1950 — Преподаватель Строгановского училища, декан и доцент факультета архитектурно-декоративной скульптуры.

Несомненная одарённость Кольцова позволила ему не затеряться в начале XX века, — времени расцвета русского изобразительного искусства — и не быть забытым в настоящее время.
Работы Кольцова экспонировались на многих выставках, в том числе на трёх персональных — Париж 1930, Москва 1931, 1974. Ему посвящена монография А. В. Парамонова, изданная в 1962 году. Произведения Кольцова находятся во многих музеях и частных коллекциях России, стран СНГ и Франции.

## Произведения

### Монументальные работы
- эскизы скульптурных фигур на здании Библиотеки им. Ленина,
- двадцатиметровый горельеф для ВСХВ в Москве
- скульптурные группы для метрополитена: С. В. Кольцовым и О. В. Андреевой выполнены фигуры «Командир», «Партизанка», «Рабочий», «Конструктор» на станции метро «Бауманская»
- проект памятника в честь XX лет РККА
- восстановил разрушенные во время войны фигуры Терпсихоры и Летящего гения на фасаде Большого театра.

### Произведения в собраниях музеев

#### Москва
- Государственная Третьяковская галерея. Мысль, мрамор, 1930 г.; Зелёный, дерево, 1930 г.; Женский торс, дерево, 1936 г.; Материнство, бронза, 1940 г.; Купальщица, бронза, 1947 г., Мужская голова, мрамор, 1931 г. и многие другие скульптуры. Часть графической серии «Париж», акварель, карандаш, тушь, сангина, сеппия, морилка 1928—1930 гг. Графика 1930-х годов и др. Все биографические материалы находятся в ГТГ.
- Государственный музей мзобразительных искусств. Часть графической серии «Париж», акварель, сангина, 1928—1930 гг.
- Государственный Исторический музей. Казачий урядник, раскрашенный гипс, 1933 г.; Штабной генерал, раскрашенный гипс, 1933 г.; Французский рабочий, гипс, 1930 г. Серия «Колхозники на строительстве», живопись, 1932 г.; серия «Азербайджан», 1936 г., карандаш, сангина, морилка; серия «Соцкультбыт», пастель, 1932—1933 гг.
- Центральный музей Вооружённых Сил. Конная статуя М. В. Фрунзе, бронза, 1927 г. Парад инвалидов Первой мировой войны, живопись, 1928—1930 гг.
- Государственный Литературный музей. Эскизы памятника Н. В. Гоголю, сангина, 1930-е годы. Музей К. Маркса и Ф. Энгельса. Эскизы и макет памятника К. Марксу для Москвы, карандаш, 1920-е и архивные материалы на эту тему.*
- Народный историко-краеведческий музей Первомайского района г. Москвы. Победитель, гипс, 1948 г. и др.
- Дворец культуры завода им. Владимира Ильича. Скульптурный барельеф В. И. Ленина, гипс, 1945—1946 гг., и др.
- Театр зверей им. В. Дурова. Белые медведи, гипс, 1939 г.
- Музей Революции. Эскиз памятника Болотникову, итальянский карандаш, 1918 г., Танцующая пара, пастель, 1920-е годы.
- Частные коллекции.

#### Другие города
- Государственный Русский музей, Санкт-Петербург. Угольщик, камень, 1930 г.; Рука рабочего, бронза, 1946—1948 гг.; Голова мужчины, гипс тон., 1930 г., Голова старика, гипс, 1930-е годы и др.
- Музей городской скульптуры Санкт-Петербурга. Проект памятника Н. А. Добролюбову для Ленинграда, гипс, 1947 г.
- Киевский музей русского искусства. Жница, камень, 1928 г.
- Вологодская областная картинная галерея. Совет красных командиров, живопись, 1920-е годы; часть графической серии «Париж», акварель, карандаш, сангина, тушь 1928—1930 гг.
- Калмыцкая картинная галерея. Женский торс, бронза, 1944 г.; Старый рыбак, гипс, 1935 г.; бюст И. Ф. Папанина, бронза, 1938 г.; Купальщица, гипс тон., 1947 г.; Штабной генерал, гипс тон., 1933 г. и др.
- Херсонский художественный музей. Восточное селение, живопись, 1935 г., часть графической серии «Париж», акварель, 1928—1930 гг.
- Ярославский художественный музей. Барельеф В. И. Ленина, бронза, 1945—1946 гг.; Деревня под Угличем, живопись, 1936 г.; часть графической серии «Париж», акварель, 1928—1930 гг.; Разработки мрамора, живопись, 30-е годы; серия «Спортсмены», гипс и карандаш и др.
- Рыбинский музей-заповедник. Двое, живопись, 1928—1930 гг., часть графической серии «Париж», акварель, карандаш 1928 — 30 гг. и пр.
- Литературно-мемориальный музей Н. А. Добролюбова в Нижнем Новгороде. Проект памятника Н. А. Добролюбову, три фигуры, гипс, 1947 г.; эскизы, карандаш, 1945 г.
- Музей М. Горького, с. Мануйловка, Полтавской области. Эскиз памятника М. Горькому, гипс, 1945 г.
- Псковский историко-архитектурный и художественный музей-заповедник. Рабфаковец, бронза, 1931 г.; Прогульщик, бронза, 1931 г. и др.
- Пермская государственная художественная галерея. Парад инвалидов Первой мировой войны, живопись, 1928—1930 гг., Восточный мотив, темпера, 1936 г., часть графической серии «Париж», акварель, 1928—1930 гг. и др.
- Зеленоградский историко-краеведческий музей. Партизан, гипс тон., 1943 г.; Победитель, гипс тон., 1948 г. и др.
- Шушенская народная картинная галерея.
- Иркутский областной художественный музей. Гадалка, живопись, 1928—1930 гг.
- Музей И. В. Сталина в г. Гори.
- Частные коллекции во Франции.

### Выставки, каталоги
Выставки советского изобразительного искусства. Справочник. // Т.1. 1917—1932. — М., 1933 // Т.2, 1933—1940. с. 276.
1. 1915 — Свободное творчество.
2. 1922 — Первая художественная выставка. — Берлин, галерея Ван-Димана. Каталог.
3. 1926 — Постоянная художественная выставка. — Москва. Каталог.
4. 1928 — X-я выставка АХРР «К десятилетию РККА» . — М. Каталог иллюстр., с. 101. порт. К.с 122.
5. 1929 — XI-я выставка АХРР «Искусство в Москве».
6. 1929 — XI-я выставка «Общества независимых художников». — Париж. Каталог, с. 202, № 2411—2412.
7. 1929 — XXII-я выставка «Осенний салон». — Париж. Каталог, с. 192, № 777, 778, 779.

8. 1930 г. — Х11-я в-ка «Общество независимых художников». — Париж, каталог, с. 197, № 2286, 2287.
9. 1931 г. — Персональная выставка работ С.Кольцова, серия «Париж» рисунок, живопись, скульптура. Всекохудожник, М., Кузнецкий мост, д.11, иллюстр. каталог.
10. 1932 г. — Юбилейная выставка «Художники РСФСР за15 лет.» Ленинград, Гос., Русский музей. Каталог, с.42.
11. 1933 г. — Юбилейная выставка «Художники РСФСР за 15 лет». Гос. Исторический музей, илл. каталог, с. 5,13,14.16.
12. 1933 г. — Юбилейная выставка «Художники РСФСР за 15 лет». Скульптура. М., Музей Изобразительных искусств, илл. каталог.
13. 1933 г. — «15 лет РККА». М., каталог с. 93, с портретом К.
14. 1934 г. — "Отчетная выставка произведений художников, командированных Совнаркомом РСФСР, Наркомпросом и Всекохудожником по СССР в 1933 г. М. каталог с. 1, 7.
15. 1934 г. — «15 лет РККА». Центр. Парк культуры и отдыха им. Горького. Скульптура. Иллюстр. каталог.
16. 1934 г. — «15 лет РККА. Живопись, скульптура, графика». Ленинград. Гос. Русский музей. Иллюстр. каталог.
17. 1934 г. — «15 лет РККА».М. Залы Всекохудожника. Путеводитель. 18)1935 г. «15 лет РККА». Харьков, Всеукраинская картинная галерея. Каталог.
19. 1940 г. — «Скульптура Московского Союза советских художников». М., Гос. музей Изобразительных искусств им. А. С. Пушкина. Каталог.
20. 1943 г. — «Великая Отечественная война» М. Каталог, с.108, есть фотография в газете.
21. 1945 г. — Всесоюзная художественная выставка. Москва. «Героический фронт и тыл. 1941—1944». Каталог с. 64.
22. 1946 г. — Всесоюзная художественная выставка. Москва. «Героический фронт и тыл. 1941—1944». Каталог с. 85.
23. 1947 г. — Всесоюзная художественная выставка «Героический фронт и тыл. 1941—1944». Каталог с. 40.
24. 1947 г. — Всесоюзная художественная выставка скульптуры. М.; ГТГ и ГМИИ им. А. С. Пушкина. Каталог.
25. 1974 г. — Персональная выставка «Сергей Васильевич Кольцов». Живопись, скульптура, графика. М., Выставочный зал Союза художников РСФСР. Иллюстрированный каталог.
26. 1985 г. — «Молодость страны». Из собрания ГТГ, М., Крымский вал. Каталог.
27. 1987 г. — «Искусство и революция». Живопись, скульптура и документы 1920-х годов. Из собрания ГТГ. М., Крымский вал, каталог.
28.1987 г. — «L’ Abito Della Revolizione. Tissuti, abiti, costume nell». Unione Sovetica degli anni. Firense, Rondo di Bacco. 26. giungo-20 luglio. GRUPPO. Флоренция, каталог, с. 188, илл. 44-47.
29. 1987 г. — « 70 лет Октябрьской революции». Ленинград. Русский музей.
30. 1987 г. — «Съветски порцелан и художествен текстил.1920-1930».София. ИЗЛОЖБА.
31. 1988 г. — «Искусство революция». Из фондов художественных музеев северо-запада РСФСР (Архангельск, Вологда, Карельская АССР, Коми АССР, Петрозаводск, Сыктывкар Каталог с.12 (Архангельск). Буклет (Вологда).
32. 1988 г. — «Искусство 192о-1930 годов». Из собрания Вологодской картинной галереи. Вологда, буклет.
33. 1989 г. — "Avangarde 1910—1930. Venalaista ja neuvjstoliittolaista taidetta Rysk och sovjetisk konst Russian and soviet art. Nayttely utstallning exhibition.Turun taidemuseo,Abo konstmuseum, Turku art museum. Ил. каталог, с. 31, № 65.Финляндия.
34. 1989 г. — «Авангард 1910—1930 годов из советских музеев». Москва, Всероссийский музей декоративно-прикладного и народного искусства народов РСФСР.
35.1990 г. — "Советская скульптура. Новые поступления.(1977—1987). Русский музей, Ленинград, каталог, с. 41.
36. 1990 г. — « Советское искусство 1920—1930 годов из музеев Северо-Запада РСФСР. Живопись, графика». Вологда, Архангельск, Петрозаводск, Сыктывкар. Каталог. с. 17(издано в Вологде).
37. 1994 г. — "Новые поступления (1985—1994), Ярославский художеств. Музей. Ярославль. Буклет
38. 1999 г. — «Восток. Взгляд из России». Из собрания Ярославского художественного музея. Ярославль. Каталог.
39. 2000 г. — «Левой, левой… Русский авангард 1910—1960». Из частных Коллекций. Музей-галерея «Новый Эрмитаж». М., Иллюст. Каталог, с. 44, краткая биография с. 36.
40. 2000 г. — «Художники русского зарубежья». Из частных собраний. Музей-галерея «Новый Эрмитаж». Иллюстр. каталог, С. 18-19, илл. 6-9, биография с. 20.
41. 2000 г. — «Парижское кафе». Живопись, графика,1900-1930 годов. Московский центр искусств. М., буклет.
42. 2000 г. — «Баку в изобразительном искусстве». Московский центр Искусств. Буклет.
43. 2002 г. — «100 лет с огоньком. Курение и курильщики в изобразительном искусстве XX века». Галерея «Ковчег», М.
44. 2003 г. — «Искусство 1920—1930-х годов». Из собрания Вологодской Картинной галереи. Музей-галерея «Новый Эрмитаж-1», Москва, иллюстр. каталог. с. 17.
45. 2006 г. — «Скульптура в дереве. XX век». К 150-ти летию ГТГ, ЦДХ, Крымский вал, д.10.Брошюра, с. 3.
46. 2006 г. — «200лет русского искусства». Из собрания Вологодской Областной картинной галереи. Москва, выставочные залы Российской Академии художеств. Пречистенка, 19. Каталог ,№ 85.
47. 2007 г. — «Сергей Кольцов. Графика 1928—1930 годов, Париж.». Москва, галерея «Улей» Петровский пер, д. 5,с. 7. Персональная выставка, Буклет.
48. 2007 г. — «Марш энтузиастов». Галерея «Ковчег». Буклет.
49. 2008 г. — «Невидимое. Скульптурные рисунки мастеров 1910—1930 годов и современных художников». Москва, галерея «Проун». Каталог, с. 10-13, № 063—067.
50. 2008 г. — «Искусство 20 века». Из запасников ГТГ. ЦДХ.,Крымский Вал, 10, ЦДХ. Буклет.
СКУЛЬПТУРЫ, ВЫПОЛНЕННЫЕ С. В. КОЛЬЦОВЫМ, НАХОДЯТСЯ В ПОСТОЯННОЙ ЭКСПОЗИЦИИ РАЗДЕЛА «ИСКУССТВО XX века В ЗАЛАХ ГОС. ТРЕТЬЯКОВСКОЙ ГАЛЕРЕИ НА КРЫМСКОМ ВАЛУ, д. 10 (в помещении ЦДХ). (С 1985 года по настоящее время — январь 2008 г.).

### Выставки предаукционные, аукционы, каталоги
1. 1993 г.- Аукционный дом Магнум». М., Пушкинская пл,. д.5.Прайс-лист,,№ 62-64, аукцион № 6.
2. 2003 г.- Фирма «Гелос». Аукцион 10.1.2003.
3. 2004 г.- «Мастера советской живописи». Галерея Леонида Шишкина. Аукцион № 33 29.5.04. Каталог с. 4-11, с. 5 — биография и портрет, илл.№ 6-11.М., Неглинная, 22.
4. 2004 г.- «1920-е-1930-е». Аукцион живописи и графики 18 декабря 2004, Москва. Галерея Л. Шишкина совместно с компанией «Экспо-Парк. Выставочные проекты». Каталог, с. 7, биография и портрет, илл № 75. ЦДХ, Крымский вал.
5. 2006 г. Аукцион 20 сентября 2006 года. Галерея «СОВКОМ», М., Илл. Каталог, с.19, № 29. М., ул. Щепкина, д. 28.
6. 2008 г. — «А-КЛУБ». Аукцион галереи «СОВКОМ», 27.02.2008, М., ул. Новый Арбат, д. 19. Каталог, с. 9, № 14.
7. 2008 г. — «Прямые продажи». Аукцион галереи «СОВКОМ», 20.05.2008 г. М., ул Щепкина, д. 28.Каталог, с. 30, № 219.
8. 2008 г. — Аукционный дом «Кабинет». Аукцион 24.05.2008 г.
9. 2008 г. — AUKTIONSVERKET . Stokholm, Аукцион 02.10.2008 (Стокгольм,Швеция).

### Кольцов С. В. — монографии, альбомы, очерки, сборники, биобиблиографический словарь
1. 1933 — «Советское искусство за 15 лет. Материалы документация» Москва-Ленинград, с. 251.
2. 1944 — \Пермская\ художественная галерея. Л., 1944, с.126.
3. 1947 — Скульптурные памятники и монументы в Москве. Соболевский Н. М., «Моск. рабочий», с. 7, 75, ил. с. 74.
4. 1957 — «История русского искусства». АН СССР, т. 11, М., 1957, с. 44-45
5. 1961 — «История искусств народов СССР». Т. 7, с. 427, 1961 г.
6. 1962 — «С. В. Кольцов ,1892-1951». А. В. Парамонов. Советский Художник. М., 1962 г., 93 сс, 60 илл.
7. 1962 — «Борьба за реализм в изобразительном искусстве 1920-х годов». Материалы. М., 1962, с.110, 391.
8. 1964 — «Советская скульптура». Краткий очерк. Куратова И. А. М., 1964, с.15.
9. 1967 — "Современная-монументально-декоративная скульптура. Иванова И. В., Стригалев А. А., с.6.
10. 1967 — «50 лет Советского искусства». Скульптура Альбом, М., ил № 2.
11. 1967 — «Об изобразительном искусстве». Луначарский А. В.,Сборник, М., т. 2,с.386 (указ.).
12. 1968 — «Собрание советской скульптуры». Музей городской скульптуры. Ленинград, 1968, с. 40.
13. 1972 — «Будни живописца, страницы жизни, з. д.и. РСФСР А. И. Комарова». М., 1972, с. 84.
14. 1973 — «АХРР». Сборник воспоминаний, статей, документов. М., 1973, с. 365.
15. 1974 — «Скульптор Сергей Васильевич Кольцов. 1892—1951)». Рукопись. Вступительное слово к выставке Кольцова.
16. 1976 — «Встречи художников с В. И. Лениным. Воспоминания». Ленинград, 1976, с. 93.
17. 1977 — «Советское изобразительное искусство 1917—1941». Сборник материалов. М.,1977,с. 89, 568, 584, ил.№ 135,1314.
18. 1977 — «Ленин в изобразительном искусстве». Документы. Письма и воспоминания. М., 1977, с. 537
19. 1979 — «Советское изобразительное искусство и архитектура 60-70-х годов». Сб. ст., М.,1979, с. 249.
20. 1982 — "Двадцать лет французской графики. Рисунок в революционных газетах и журналах. 1920—1930-х гг. В. М. Полевой, М., 1982, с. 31.
21. 1982 — «Русская советская художественная критика. 1917—1941 г.». Хрестоматия. М., 1982, с. 612.
22. 1982 — «Советское искусство». Иркутский художественный Областной музей. 1982, с. 61. 56
23. 1984 — «Воспоминания, статьи, письма». Коненков С. П., т. 1 ,М., 1984, с.173, кн. 2, М., 1985, с.175.
24. 1993 — «Арт медиа». Сборник. Художественный рынок. М., С.- П., Киев. Справочник по галереям и антикварным магазинам, 1.7 — 31.12 1993 г. «По антикварной Москве», С. 72 и 112, Густомесова .
25. 1995 — «Кольцов Сергей Васильевич. Скульптор, график, живописец». Макоед Д. К., Медведева М. С. М. О. С. Х. Российской Федерации. М. 1995 г.
26. 1986 — «Памятники революционной России». Павлюченков А.С. М., 1986, с. 57 (ил.), 63, 70, 94.
27. 2002 — «Художники народов СССР Х1-XX вв.». Биобиблиографический словарь. Том пятый. С-.П., с. 232—233. Издатель Ю. А. Быстров.
28. 2004 — «Неужели кто-то вспомнит, что мы были…». Ройтенберг О. О.,М. ГАЛАРТ, 2004, с. 56, 330.

### Отрывки из монографии Ройтемберг О. О. «Неужели кто-то вспомнит, что мы были…». М. "ГАЛАРТ 2004 г.
С. 56: О выставке, организованной объединением «Нож» Х1-1922 года, которая, якобы, имела контрреволюционное содержание, в связи с чем требовали её закрытия. Поэтому поводу была создана экспертная комиссия ЦК РАБИС *, в состав которой входил С. В. Кольцов. Комиссия дала заключение, что сатира выставки направлена не на революцию, а на мещанство.

С.330: Упоминается работа С. В. Кольцова «Добыча мрамора»
(«Разработки мрамора»)** 
- РАБИС- профсоюз работников искусств.
  - Эта картина в настоящее время находится в Ярославском Художественном музее. Она демонстрировалась в 1989 году на выставке «Авангард 1910—1930 годов» в музеях Финляндии а также в Архангельске, Вологде, Петрозаводске, Сыктывкаре, Коми АССР.